# Ruillé-le-Gravelais
Ruillé-le-Gravelais is een plaats en voormalige gemeente in het Franse departement Mayenne (regio Pays de la Loire) en telt 765 inwoners (2004). De plaats maakt deel uit van het arrondissement Laval. Op 1 januari 2016 is Ruillé-le-Gravelais gefuseerd met de gemeente Loiron tot de gemeente Loiron-Ruillé. 

## Geografie
De oppervlakte van Ruillé-le-Gravelais bedraagt 16,9 km², de bevolkingsdichtheid is 45,3 inwoners per km².
De onderstaande kaart toont de ligging van Ruillé-le-Gravelais met de belangrijkste infrastructuur en aangrenzende gemeenten.

## Demografie
Onderstaande figuur toont het verloop van het inwonertal (bron: INSEE-tellingen).

1. ↑  Populations légales 2018.